# Isodontia splendidula
Isodontia splendidula là một loài côn trùng cánh màng trong họ Sphecidae, thuộc chi Isodontia. Loài này được A. Costa miêu tả khoa học đầu tiên năm 1858.